# Hamilton (Wisconsin)
Hamilton è un comune degli Stati Uniti, situato in Wisconsin, nella Contea di La Crosse.